# Івашківська сільська рада (Новоград-Волинський район)
Івашківська сільська рада — колишня адміністративно-територіальна одиниця та орган місцевого самоврядування у Новоград-Волинському районі й Новоград-Волинській міській раді Волинської округи, Київської та Житомирської областей Української РСР з адміністративним центром у селі Івашківка.

## Населені пункти
Сільській раді на час ліквідації були підпорядковані населені пункти:
- с. Івашківка

## Населення
Кількість населення ради, станом на 1923 рік, становила 704 особи, кількість дворів — 139.

## Історія та адміністративний устрій
Створена 1923 року в с. Івашківка Романовецької волості Новоград-Волинського повіту Волинської губернії. 7 березня 1923 року увійшла до складу новоствореного Новоград-Волинського району Житомирської (згодом — Волинська) округи.
1 червня 1935 року, відповідно до постанови Президії ЦВК УСРР «Про порядок організації органів радянської влади в новоутворених округах», сільську раду передано в підпорядкування Новоград-Волинській міській раді Київської області.
Станом на 1 вересня 1946 року сільська рада входила до складу Новоград-Волинської міської ради Житомирської області, на обліку в раді перебувало с. Івашківка.
4 червня 1958 року, відповідно до указу Президії Верховної ради УРСР «Про утворення Новоград-Волинського району Житомирської області», сільську раду включено до складу відновленого Новоград-Волинського району.
Ліквідована 5 березня 1959 року, відповідно до рішення Житомирського облвиконкому № 161 «Про ліквідацію та зміну адміністративно-територіального поділу окремих сільських рад області», територію та населені пункти приєднано до складу Суслівської сільської ради Новоград-Волинського району Житомирської області.